# قائمة مستشفيات تونس

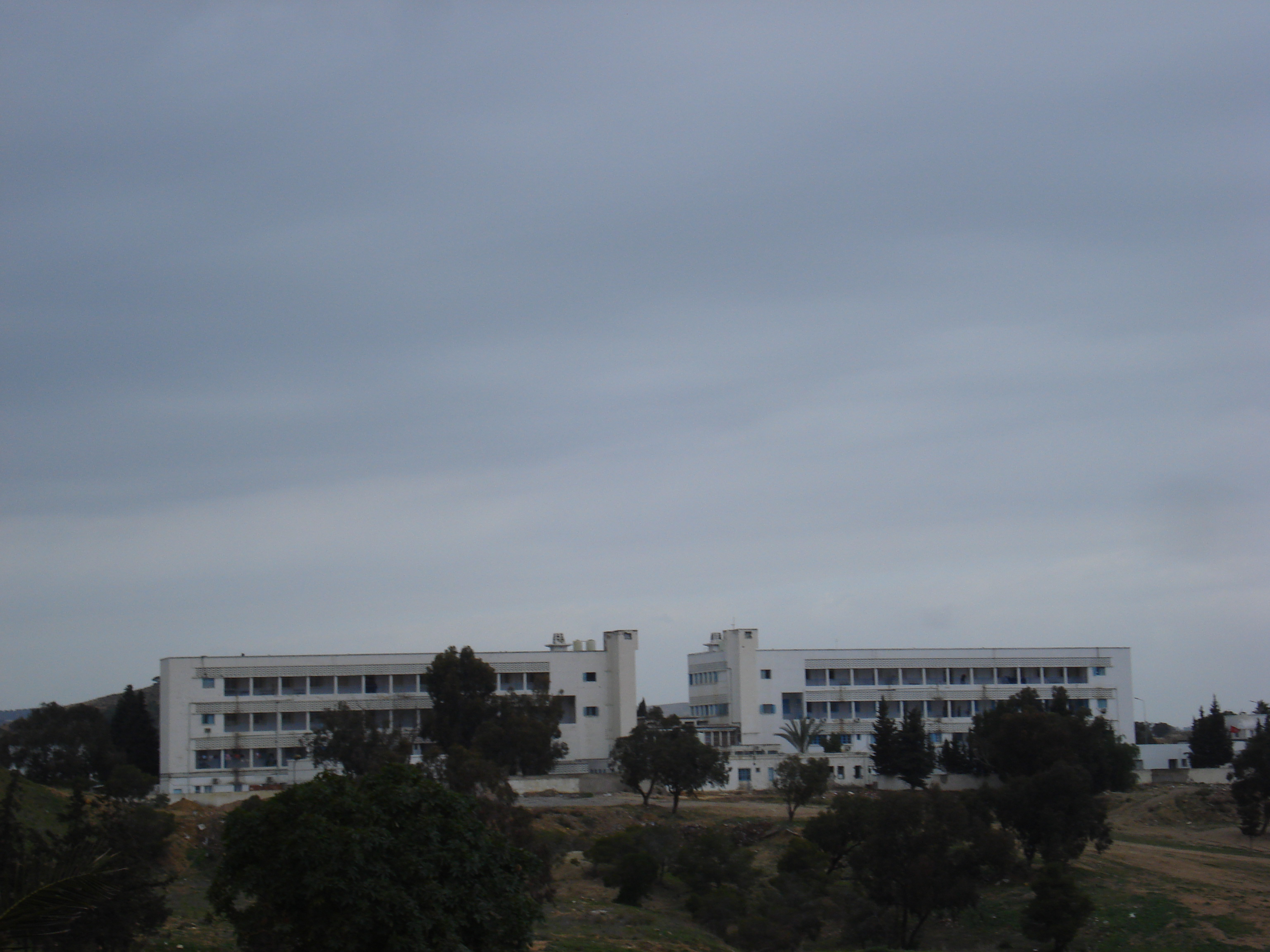
مستشفى عبد الرحمان مامي للأمراض الصدرية

المستشفى(الجمع: مُسْتَشْفَيَات) مؤسسة للرعاية الصحية توفر العلاج للمرضى من قبل طاقم طبي وتمريض متخصص ومعدات طبية.

## قائمة مستشفيات تونس
تحتوي هذه القائمة على أسماء مستشفيات في تونس.
- المركز العسكري لنقل الدم
- المستشفى الإسرائيلي بتونس
- المستشفى الجامعي الحبيب بوقطفة ببنزرت
- المستشفى العسكري الأصلي للتعليم بتونس
- المستشفى العسكري ببنزرت
- المستشفى العسكري بقابس
- المصحة العسكرية الجهوية متعددة الاختصاصات بالقيروان
- المعهد الوطني المنجي بن حميدة لأمراض الأعصاب
- المعهد الوطني للتغذية والتكنولوجيا الغذائية

- مركز الاختبارات الطبية للملاحة الجوية
- مركز التوليد وطب الرضيع
- مستشفى البشير حمزة للأطفال
- مستشفى الحبيب ثامر
- مستشفى الرابطة
- مستشفى الرازي (تونس)
- مستشفى المنجي سليم بالمرسى
- مستشفى شارل نيكول
- مستشفى عبد الرحمان مامي للأمراض الصدرية
- مستشفى عزيزة عثمانة
- مستشفى محمد البوعزيزي
- مصحة طب وجراحة الأسنان بالمنستير
- معهد الهادي الرايس لأمراض العيون
- معهد باستور بتونس
- معهد صالح عزيز
- معهد محمد القصاب للجبر وتقويم الأعضاء